# ダークサイド (DCコミックス)
ダークサイド（英: Darkseid）は、DCコミックスの出版するアメリカン・コミックスに登場する架空のスーパーヴィラン。ジャック・カービーによって創造され、1970年の"Superman's Pal Jimmy Olsen #134"で初登場した。

## 人物
ダークサイドはアポコリプスの支配者ユガ・カーンと女王ヘグラの第二子「ユクサス」として誕生した。ユクサスは、オメガフォースの実験を行っていた兄のドラックスを殺害し代わりに能力を得る。この時に石のような肌へと変化していき、名前を「ダークサイド」へと変える。ユガ・カーンがソースウォールに囚われ不在になるとヘグラが支配者となるが、ダークサイドはヘグラを殺害してアポコリプスの君主となる。
アポコリプスの科学者スリとの間にカリバックを、ティグラとの間にオライオンをもうけるが、オライオンはアポコリプスと敵対するニュージェネシスとの和平交渉のために、ハイファーザーの息子スコット・フリーと交換する。
ダークサイドはオリュンポスの神々の力に興味を抱き、彼らが保護する隠された島セミッシラへ侵攻している。セミッシラに住むアマゾン族はパラデーモンの部隊と戦闘になり、人口の半分を失う被害を受けている。
ダークサイドの目的は自由意志の排除、宇宙の再構築としている。また、あらゆる生命体の思考と感情を完全に操る「反生命方程式（Anti-Life Equation）」を研究している。

## 能力
ダークサイドはDCユニバースの中で最も強力な存在の1つであり、彼の計り知れない力、強固な意志、狡猾な知性、神として彼を崇拝する軍事力によってアポコリプスの全域を征服した。ダークサイドは元々は他のニューゴッドと同様に数多のニューゴッドの1人でしかなかったが、オメガエフェクトの能力を得たことでその存在は絶対的なものとなった。ニューゴッドたちはいわゆる神として認知されており、第四世界と呼ばれる通常の時空の外に位置する領域に存在している。彼らの強さはその特異な存在そのものと、不思議なエネルギーとの密接な関係からきている。

### オメガエフェクト
ダークサイドはオメガエフェクトと呼ばれるエントロピーの破壊的なエネルギーを操り、それを様々な形で使うことでその強さを確固たるものにしている。オメガビームはオメガエフェクトの最も破壊的な用途の1つである。両目から放たれるこのビームは対象に向かって直進や湾曲、屈曲させることが可能で、直撃した対象を原子レベルで分解、消滅、変成、転送させることができる。オメガサンクションは生物を代替現実に取り込み生き地獄のような苦しみを与える。

### 反生命方程式
反生命方程式は感覚を持つ生物に潜在的に存在する精神を完全に制御するための公式であり、人間の無意識の中に方程式の一部が存在すると信じられている。ダークサイドは生命の過程が方程式として成り立つのであれば、その逆の方程式も存在すると考えた。孤独・憎しみ・恐怖・絶望といった人間が持つ感情、裏切り・拷問・非難・嘘といった他人を制御するために使用される手段はすべて反生命方程式の一部であると考えられており、生命が無意味なものであるという証明に帰結する。

## 書誌情報
| タイトル              | 収録内容 | 刊行日    | ISBN           |
| --------------------- | --- | --------- | -------------- |
| Superman Vs. Darkseid | Superman vol.2 #3, Adventures of Superman #426, Action Comics #586, Superman vs. Darkseid: Apokolips Now #1, Superman/Batman #12-13, Countdown to Final Crisis #3-2, Death of the New Gods #8, Justice League vol.2 #23.1: Darkseid | 2015年5月 | 978-1401255435 |

## スピンオフ
タイニー・タイタンズ
DCコミックスのサイドキック達が小学生となった日常を描いた作品。コミカルな絵柄と作風が特徴。サイドキック・シティ小学校の学校用務員として登場している。
スーパーマン・ファミリー・アドベンチャーズ
1974年から1982年にかけて刊行されていた『スーパーマン・ファミリー』のシリーズを絵本風にアレンジした作品。

## 映画
ジャスティス・リーグ:ザック・スナイダーカット（2021年）
演 - レイ・ポッター、日本語吹替 - 土師孝也

## アニメ

### テレビ・ウェブ
スーパーマン (1996年-2000年)
声 - マイケル・アイアンサイド
ジャスティス・リーグ (2001年-2004年)
声 - マイケル・アイアンサイド
ジャスティス・リーグ・アンリミテッド (2004年-2006年)
声 - マイケル・アイアンサイド
バットマン:ブレイブ&ボールド (2008年-2011年)
声 - マイケル＝レオン・ウーリー
ヤング・ジャスティス (2010年-現在)
声 - マイケル＝レオン・ウーリー
ティーン・タイタンズGO! (2013年-現在)
声 - アル・ヤンコビック
DCスーパーヒーロー・ガールズ (2015年-現在)
声 - ジョン・ディマジオ
ジャスティス・リーグ・アクション (2016年-2018年)
声 - ジョナサン・アダムズ

### 長編アニメ
スーパーマン/バットマン:アポカリプス (2010年)
声 - アンドレ・ブラウアー
ジャスティス・リーグ:ゴッド&モンスター (2015年)
声 - アンドレ・ソグリウゾ
レイン・オブ・ザ・スーパーメン (アニメ) (2019年)
声 - トニー・トッド

## ゲーム
モータルコンバット vs. DCユニバース
声 - ペリー・ブラウン
2008年に発売された対戦型格闘ゲーム。プレイアブルキャラクターとして登場。
DCユニバース・オンライン
声 - クリス・ラブレス
2011年に運営が開始された多人数参加型コンバットアクションオンラインゲーム(MMO)。
インジャスティス2
声 - マイケル＝レオン・ウーリー
2017年に発売された対戦型格闘ゲーム。プレイアブルキャラクターとして登場。
レゴ®DCスーパーヴィランズ
声 - マイケル・アイアンサイド